# 龍德斯洛特峰
61°54′59″N 9°51′10″E / 61.91639°N 9.85278°E

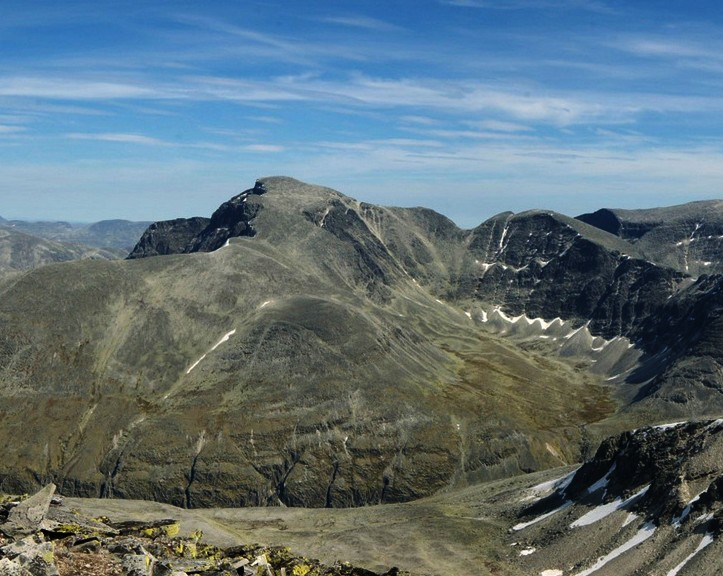

龍德斯洛特峰是挪威的山峰，位於該國東南部內陸郡，處於福爾達爾，距離首都奧斯陸230公里，屬於龍達訥山脈的一部分，海拔高度2,178米。